# سرآب ذهاب
سرآب ذهاب، روستایی از توابع دشت ذهاب بخش مرکزی شهرستان سرپل ذهاب در استان کرمانشاه ایران است.

## جمعیت
این روستا در دهستان دشت ذهاب قرار دارد و براساس سرشماری مرکز آمار ایران در سال ۱۳۹۵، جمعیت آن ۳۳۶ نفر (۵۶خانوار) بوده‌است.